# Maik Walter
Pour les articles homonymes, voir Walter.
Maik Walter (ou Marius Walter), né Marian Walter le 5 mai 1927 à Carvin (Pas-de-Calais) et mort le 2 février 2020 à Meulan-en-Yvelines, est un footballeur professionnel français d'origine polonaise. Il évoluait au poste d'attaquant.

## Biographie
Issu d'une famille passionnée par le ballon rond, il joue dans les plus grands clubs de son époque. Tour à tour, Lille (7 ans), Le Havre, Monaco, Angers et Sedan accueillent cet ancien mineur. 
Il a pour surnoms le « démarreur » ou la « flèche blonde »[réf. nécessaire], du fait de sa rapidité. 
Il a notamment marqué un but, qualifié par René Vignal comme étant « le plus beau but de sa carrière » contre la Yougoslavie lors des qualifications pour la coupe du monde de 1950 (match perdu par la France 2-3).
Dans sa jeunesse, il habitait dans la Cité des Plantigeons à Carvin (source recensement 1936).
Il se marie en 1952 et a deux enfants (Serge et Maryse).

## Carrière

### En club
- Lille OSC (1945-1952)
- Le Havre AC (1952-1953)
- AS Monaco (1953-1953)
- SCO Angers (1954-décembre 1955)
- UA Sedan (décembre 1955-1956)

### En équipe nationale
Il a eu deux capes avec l'équipe de France, obtenues les 11 décembre 1949 et 4 juin 1950,.

## Palmarès
- International A (2 sélections)
- Champion de France en 1946 (avec Lille OSC)
- Finaliste de la Coupe de France 1949 (avec Lille OSC)